# Ülker
Ülker es una empresa de alimentación de Turquía. Produce y distribuye productos propios como galletas, dulces y cereales.
Forma parte del conglomerado Yıldız Holding, que se encarga de exportar la marca a más de 100 países y desarrolla negocios en otros sectores.

## Historia
La empresa fue fundada en 1944 por Asim Ülker y Sabri Ülker, dueños de una pastelería en Estambul que empezó a fabricar galletas y dulces a nivel industrial. Pronto se expandió como una de las principales firmas de alimentación de Turquía. A comienzos de los años 1970 exportó por primera vez productos a Oriente Medio, donde mantiene una importante presencia.
Desde los años 2010 ha diversificado su producción a otros sectores. En 2002 introdujo en el mercado turco un refresco similar a la Coca Cola llamada Cola Turka, primera incursión en el sector de bebidas, y un año después empezó a vender café, productos lácteos y helados. En 2004 ganó el premio a la «Mejor compañía de golosinas de Europa» que otorga el European Candy Kettle Club.
En 2007 compró Godiva Chocolatier, especializada en bombones de lujo, por 850 millones de dólares. Y en noviembre de 2014 se hizo con el control de la multinacional United Biscuits a través del conglomerado por un total de 2.000 millones de libras, convirtiendo al grupo resultante en el tercer fabricante de galletas más grande del mundo.